# Good Lovin (Ludacris)
Good Lovin è un singolo del rapper statunitense Ludacris, pubblicato nel 2014 ed estratto dall'EP Burning Bridges e in seguito dall'album Ludaversal.
Il brano vede la partecipazione del cantante Miguel.

## Tracce
- Download digitale

1. Good Lovin (featuring Miguel) – 3:44